# Alexander Graf
Alexander Graf (22. prosince 1856 ve Vídni - 11. června 1931 tamtéž) byl rakouský architekt pozdního historismu.

## Život

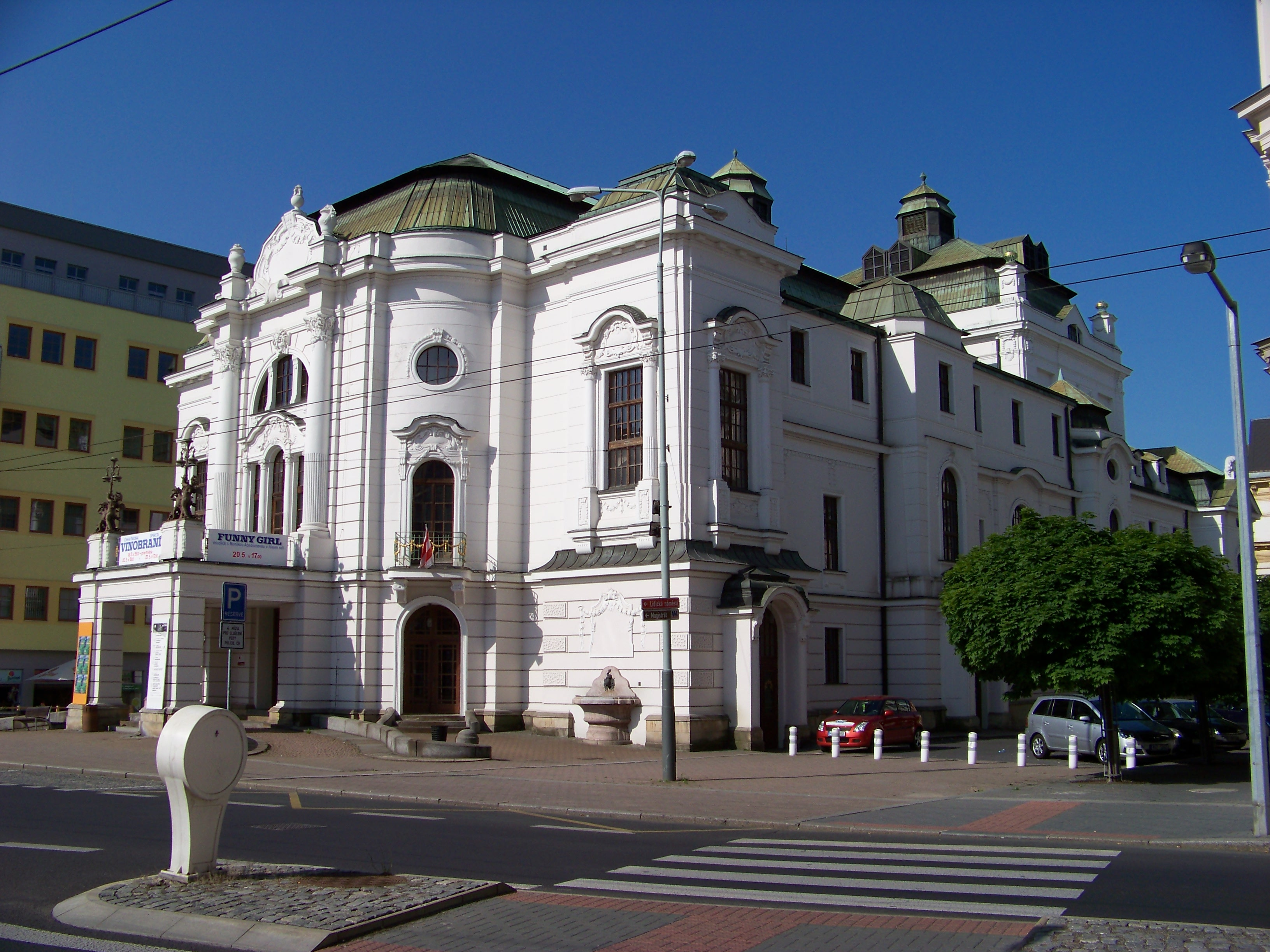
Budova divadla v Ústí nad Labem.

Graf se narodil v roce 1856 jako syn vídeňského cukráře Alexandra Grafa (1859–1899) a jeho manželky Karoline (roz. Marksteiner; † 1885). V letech 1873 až 1881 studoval architekturu na Vídeňské technické univerzitě u Heinricha Ferstela a Karla Königa.
Od roku 1881 pracoval jako architekt v kanceláři Fellner & Helmer, než se po roční studijní cestě po Itálii v roce 1888 usadil ve Vídni jako samostatný architekt. Prvními zakázkami byly vily a činžovní domy ve Vídni a Meranu. Graf byl ovlivněn pozdním historismem. Proslavil se poté, co byl pověřen stavbou císařského divadla (). Porota sice vybrala projekt bývalého Grafova zaměstnavatele Fellner & Helmer, ale spolek - zadavatel, pověřil realizací Grafa s podmínkou, že bude spolupracovat s druhým architektem. Graf si vybral bývalého zaměstnance kanceláře Fellner & Helmer, Franze von Krauß. Věhlas spojený s výběrem následně pomohl Grafovi získat zakázky pro řadu městských divadel v neobarokním stylu, ale také pro obytné budovy a vily.
Po první světové válce se Grafovi jen stěží dařilo získávat zakázky a dostal se do finančních potíží. Grafova situace se zlepšila, až když se ve 20. letech 20. století postaral o výstavbu obytných domů pro vídeňský magistrát. V letech 1924-1929 mohl postavit tři obytné budovy pro obec. Na konci dvacátých let Graf vážně onemocněl a téměř nemohl pracovat. Družstvo výtvarných umělců v dopise z roku 1929 městské radě žádalo o udělení „nepřetržitého milosrdného daru nebo čestné penze“ pro architekta, který byl „nějakou dobu téměř práce neschopen“. Byl pohřben na vídeňském ústředním hřbitově.

## Dílo

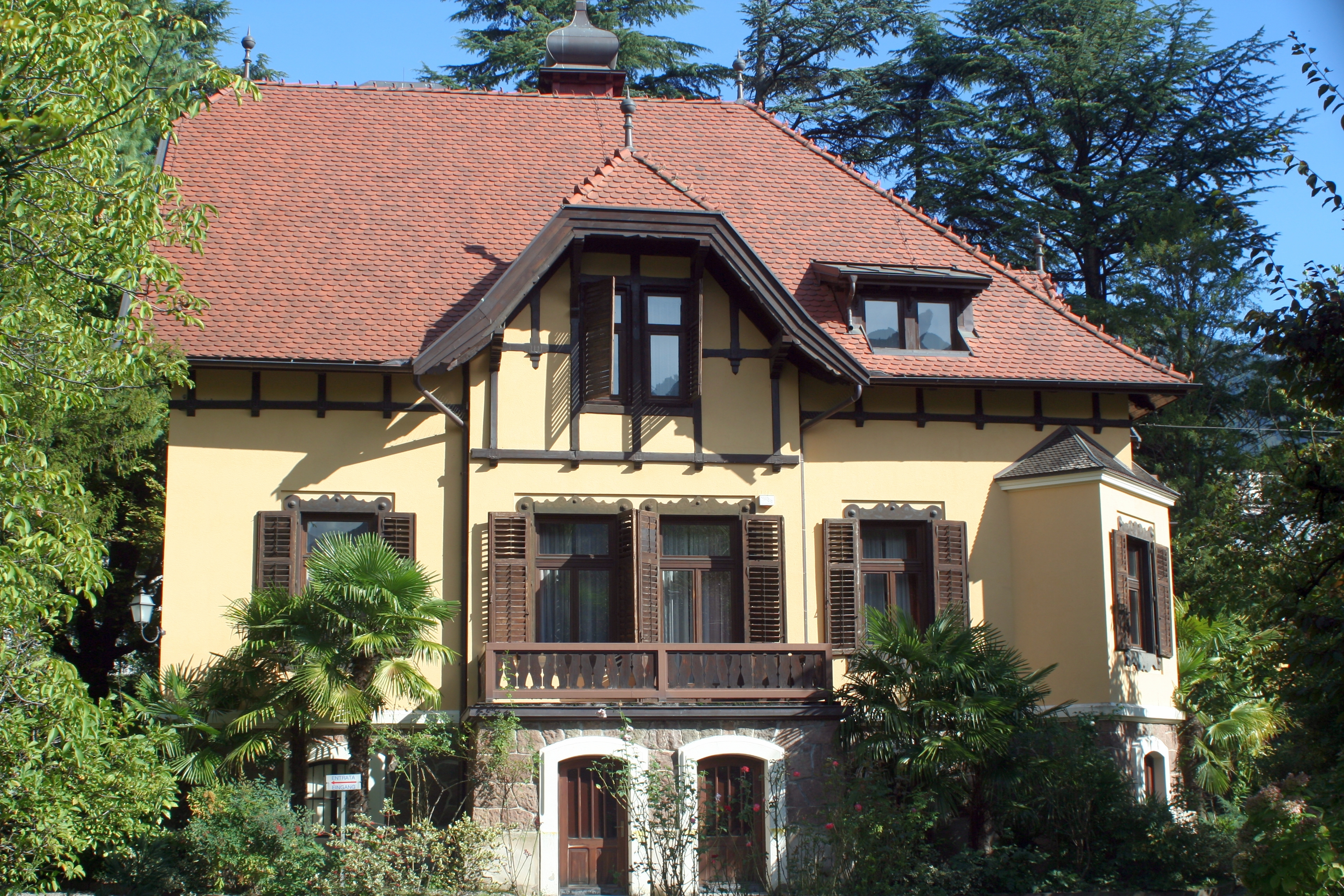
Vila v Meranu.

- kolem 1893: obytná budova, Waisenhausgasse, Vídeň (dnes Boltzmanngasse; spoluautor Max Schindler von Kunevale)
- 1893–1895: Villa Angerer, Angererweg 77, Pörtschach am Wörthersee
- kolem 1895: sídlo družstva vídeňských ševců, Florianigasse, Vídeň
- kolem 1895: "Schwalbenvilla" pro Rosu Lohner, Meran, Franz-Innerhofer-Straße 1
- 1898: Kaiser-Jubiläums Stadttheater, Währingerstraße 78, Vídeň (s Franzem Kraußem, dnes Volksoper Wien; výrazně přestavěno)
- 1902: obytná a komerční budova "Glashüttenhof", Liechtensteinstrasse 22, Vídeň
- 1906/07: Divadlo v Moravské Ostravě
- kolem 1908: Městské divadlo v Ústí nad Labem
- 1909-1911: Městské divadlo v Lublani
- před 1908: Městské divadlo ve Znojmě
- před rokem 1910: Vila Dr. A. Bösche, Billrothstrasse 73, Vídeň
- 1911: Městské divadlo v Mostě (zbořeno roku 1982)

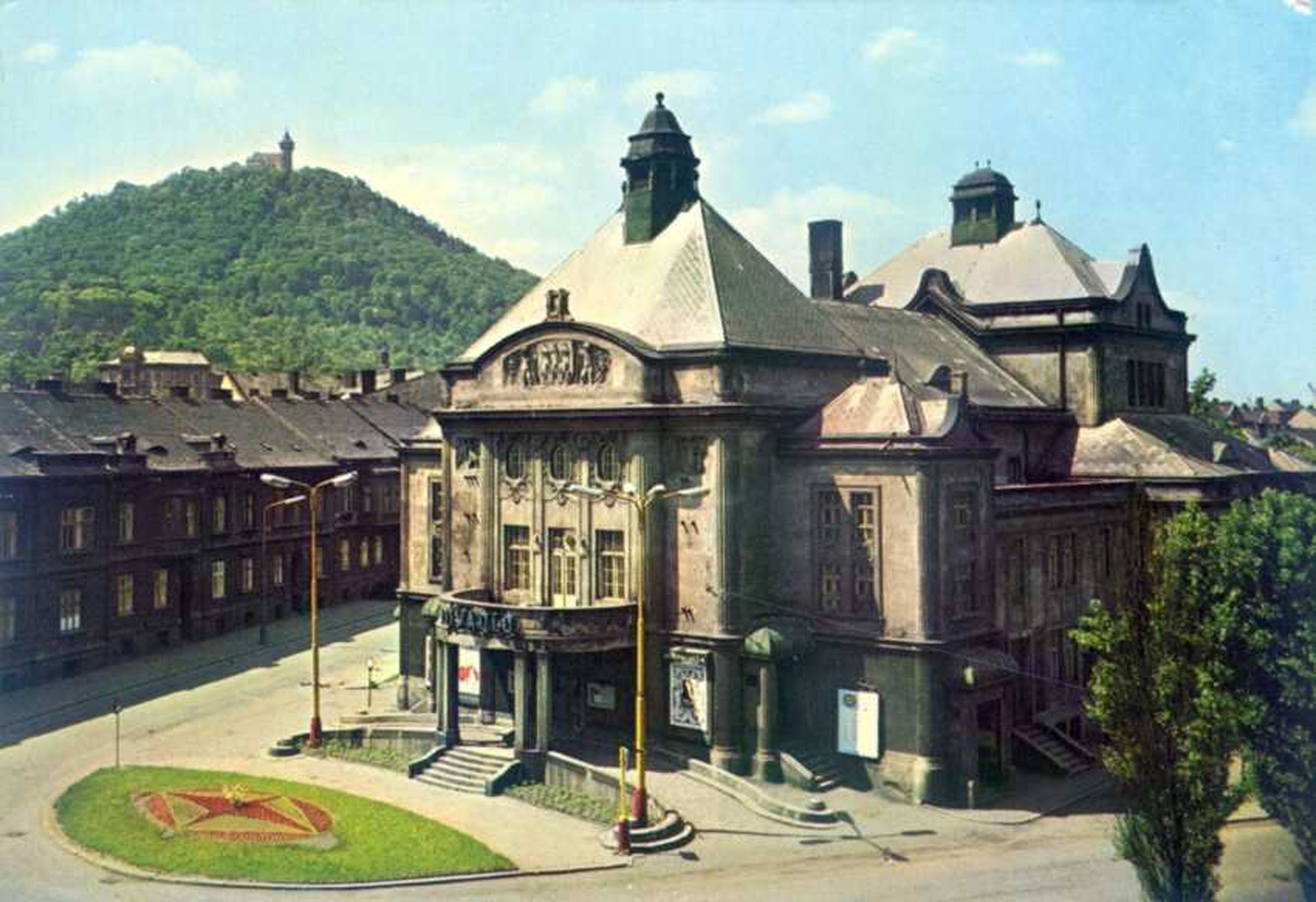
Městské divadlo v Mostě

- 1911–1912: Vila, Hockegasse 91, Vídeň
- 1924: Obytná budova, Troststraße 64-66, Vídeň (spoluautor Clemens Kattner)
- 1927: Obytná budova, Graumanngasse 33, Vídeň (spoluautor Hans Seitl)
- 1929: Obytná budova, Weissgerberlände 24, Vídeň